# Ocrepeira planada
Ocrepeira planada là một loài nhện trong họ Araneidae.
Loài này thuộc chi Ocrepeira. Ocrepeira planada được Herbert Walter Levi miêu tả năm 1993.